# Fridrich Vilém I.
Fridrich Vilém I. (14. srpna 1688, Berlín – 31. května 1740, Potsdam) byl od roku 1713 do roku 1740 pruským králem, braniborským kurfiřtem (jako Fridrich Vilém II.) a neuchâtelským knížetem. Byl také významným reformátorem státní moci a armády. Povahou byl absolutista, spořivý, náladový, hrubý, přesný a vychovaný v kalvinistickém a merkantilistickém duchu a se silným smyslem pro povinnost. Tento monarcha, současníky nazýván „kaprál na trůně“, chodil celý život v modré uniformě, a založil tak tradici pruských králů-militaristů.
Byl vzděláním a intelektem velmi prostý. Již v mládí si vyzkoušel na svém statku ve Wusterhausenu (kde bydlel a odkud vládl), jak by fungovala jeho koncepce vojenského státu. Záhy po svém nástupu zavedl přísný systém úspor a reforem (školství, nucená kolonizace, zpřísnění trestů, atd.). Drastické omezení státních výdajů a zrušení přebytečných byrokratických funkcí přineslo obdivuhodný výsledek – dostatek peněz ve státní pokladně (na úkor měst a vesnic). Více než 80 procent státních příjmů věnoval své jediné opravdové lásce – armádě. Její stav se během jeho vlády zdvojnásobil a dosáhl počtu 80 tisíc mužů (při 2,5 milionu obyvatel Pruska). Pruská armáda patřila početně na čtvrté místo v Evropě, byla však nejlépe vycvičená a nejdisciplinovanější.
Právě v době vlády Friedricha Viléma I. můžeme najít kořeny později proslulé militarizace pruské společnosti. Pruský král však nebyl králem války. Naopak se válečným konfliktům vyhýbal. Jedinou výjimkou byla severní válka. Spojencem Ruska se však stal teprve roku 1715, když už byla porážka Švédska takřka neodvratná. Odměnou mu byl zisk další části Pomořanska včetně ústí řeky Odry. Chtěl nechat za dezerci z armády (za něj velmi častá) popravit vlastního syna Fridricha, ale nakonec byl přemluven a syn dostal milost.
Od středního věku trpěl nemocemi, např. měl dnu a byl obézní (140 cm v pase, 130 kg), což ho roku 1734 upoutalo na kolečkové křeslo. Zemřel v 51 letech. Po jeho smrti se stal králem jeho syn Fridrich, který vstoupil do dějin jako Fridrich II. Veliký.

## Ochránce českých exulantů

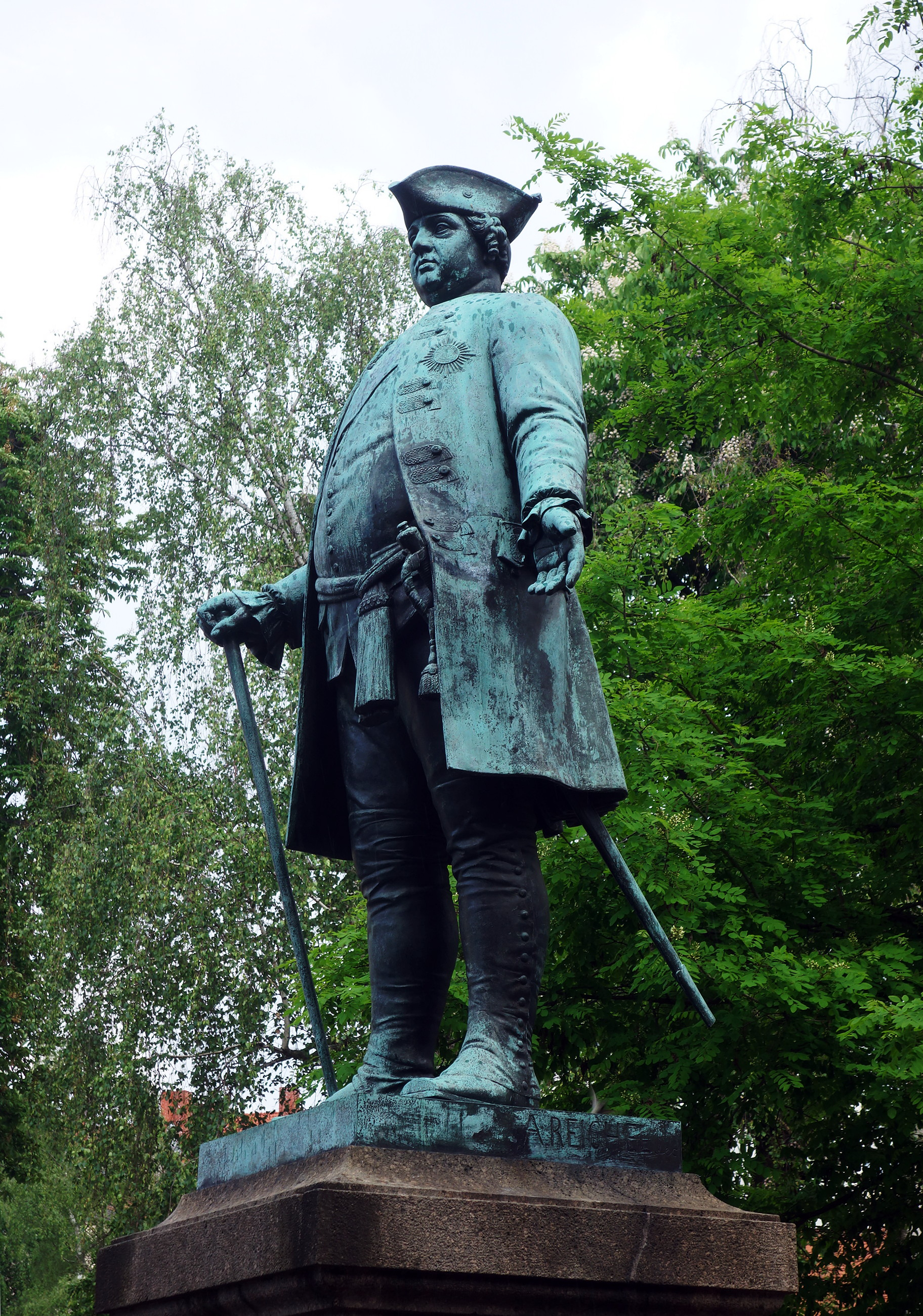
Friedrich Wilhelm I. (Kirchgasse, Berlin-Neukölln – Český Rixdorf)

Když arcibiskup Salcburského knížectví Leopold Anton von Firmian vykázal ze země svým radikálním patentem více než 20 tisíc evangelíků, tito odcházeli v zimě 1731/1732 do vyhnanství – nevědouce kam jít. Útočiště jim dne 2. února 1732 nabídl Fridrich Vilém I. a dne 30 .4. téhož roku je přijal v Berlíně.
Proto byla v srpnu 1732 vyslána k pruskému králi česká delegace vedená Janem Liberdou s žádostí o přijetí i pobělohorských exulantů, kteří sem tajně a dlouhodobě proudili v malých skupinách z Čech, Moravy i Slezska. Po překonání počáteční nedůvěry (než se král přesvědčil o pracovitosti a zbožnosti exulantů) byl dne 21. 11. 1735 položen základní kámen českého kostela ve Fridrichově městě. Na přání krále byly pro tento kostel zhotoveny dva zvony s biblickými citáty a věnováním, český překlad delšího věnování: Tyto dva zvony darovalo milostivě Jeho Veličenstvo král v Prusku, Friedrich Wilhelm, zdejšímu evangelickému českému sboru, který byl vzat pod jeho ochranu. V Berlíně roku 1736. Nad portálem kostela byl do kamene vytesán nápis, který v překladu zněl: Jeho Královské Veličenstvo v Prusku, Friedrich Wilhelm, nechal v Kristově roce 1736 postavit tento kostelík pro zdejší český sbor, který našel pod jeho mocnou ochranou, podobně jako před ním Salcburští, svobodu svědomí.
V lednu 1737 dal král vyměřit pozemky pro stavbu 34 českých domů (Fridrichovo město, Vilémova ulice, tč. Berlín), v únoru pozval do Berlína i české exulanty z Chotěbuzi a Gerlachsheimu a 9. dubna 1737 bylo rozhodnuto o usazení 36 českých rodin v Českém Rixdorfu. Vděční exulanti po tomto panovníkovi pojmenovávali své syny a v roce 1912 mu v Českém Rixdorfu nechali na své náklady zhotovit sochu, jejímž autorem je sochař Alfred Reichel (1856–1928). Po smrti Fridricha Viléma I. přijímal pobělohorské exulanty i jeho syn, Fridrich II. Veliký.

## Manželství a potomci
28. listopadu roku 1706 se oženil se svou sestřenicí, hannoverskou princeznou Žofií Doroteou, dcerou budoucího britského krále Jiřího Ludvíka Brunšvicko-Lüneburského a Žofie Dorotey z Celle. Sňatek byl dohodnut především s přispěním babičky obou snoubenců, Žofie Hannoverské.
V manželství spolu žili dva zcela rozdílní lidé: intelektuální Žofie Dorotea, milující hudbu, zajímající se o umění, literaturu a módu, a spartánsky založený princ, jehož největší vášní byla armáda a správa země, která se pod jeho panováním stala vysoce prosperujícím státem.

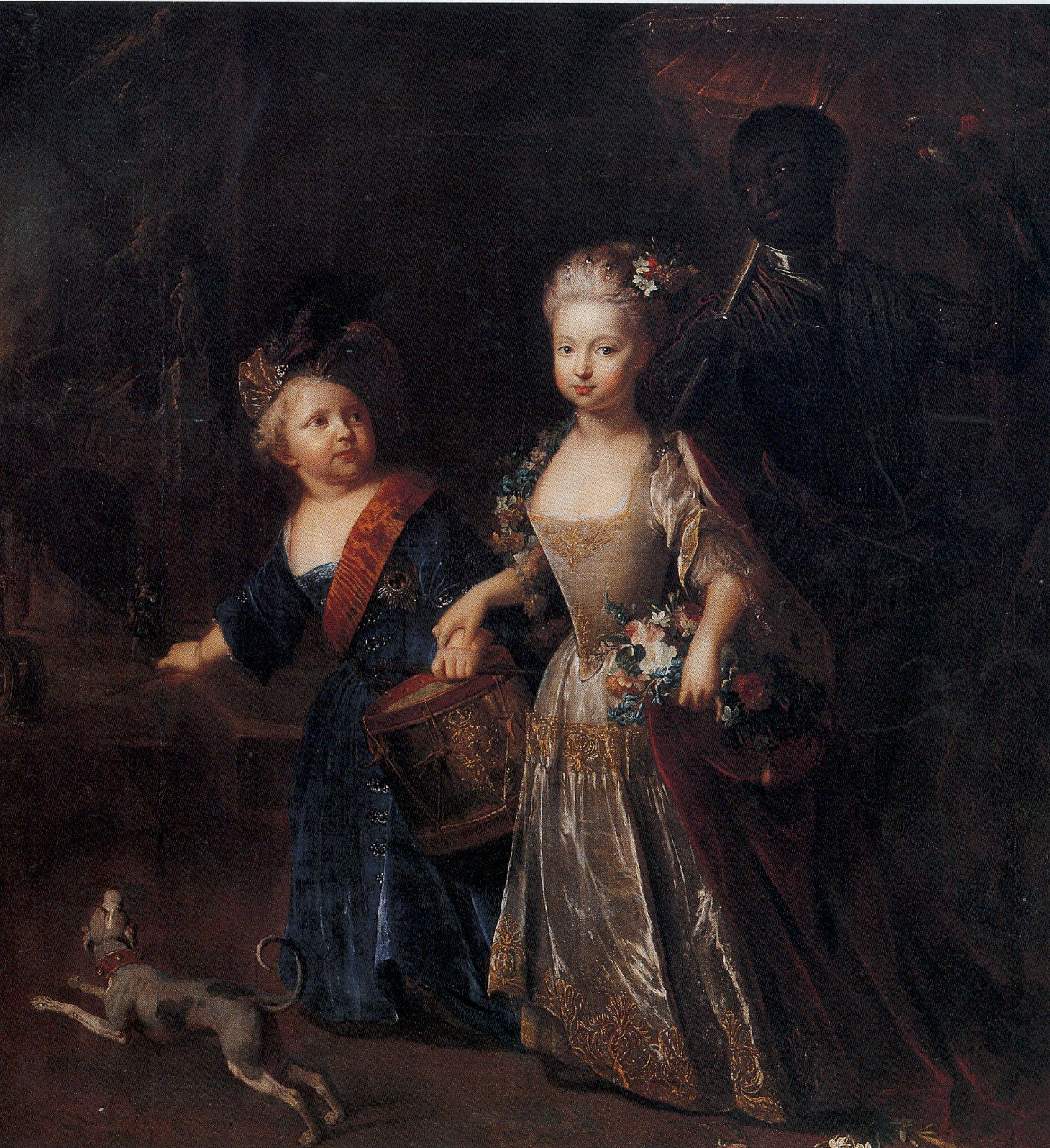
Dvě nejstarší děti Fridricha I. - Vilemína a Fridrich na portrétu od Antoina Pesne

Z manželství vzešlo čtrnáct potomků, sedm synů a sedm dcer, čtyři z nich však zemřeli v útlém věku:
- Fridrich Ludvík (23. listopadu 1707 – 13. května 1708)
- Vilemína (3. července 1709 – 14. října 1758), ⚭ 1731 markrabě Fridrich III. Braniborsko-Bayreuthský (10. května 1711 – 26. února 1763)
- Fridrich Vilém (16. srpna 1710 – 21. července 1711)
- Fridrich Vilém (24. ledna 1712 – 17. srpna 1786), braniborský kurfiřt, neuchâtelský kníže a pruský král od roku 1740 až do své smrti, ⚭ 1733 Alžběta Kristina Brunšvicko-Bevernská (8. listopadu 1715 – 13. ledna 1797)
- Šarlota (5. května 1713 – 10. června 1714)
- Bedřiška Luisa (28. září 1714 – 4. února 1784), ⚭ 1729 markrabě Karel Vilém Fridrich Braniborsko-Ansbašský (12. května 1712 – 3. srpna 1757)
- Filipína Šarlota (13. března 1716 – 17. února 1801), ⚭ 1733 Karel I. Brunšvicko-Wolfenbüttelský (1. srpna 1713 – 26. března 1780), brunšvicko-wolfenbüttelský kníže
- Karel (2. května 1717 – 31. srpna 1719)
- Žofie Dorota (25. ledna 1719 – 13. listopadu 1765), ⚭ 1734 Fridrich Vilém Braniborsko-Schwedtský (17. listopadu 1700 – 4. března 1771), pruský princ a markrabě Braniborský
- Luisa Ulrika (24. července 1720 – 2. července 1782), ⚭ 1744 Adolf I. Fridrich (14. května 1710 – 12. února 1771), král švédský od roku 1751 až do své smrti
- August Vilém (9. srpna 1722 – 12. června 1758), ⚭ 1742 Luisa Amálie Brunšvicko-Wolfenbüttelská (29. ledna 1722 – 13. ledna 1780)
- Anna Amálie (9. listopadu 1723 – 30. března 1787), abatyše z Quedlinburgu
- Jindřich (18. ledna 1726 – 3. srpna 1802), ⚭ 1752 Vilemína Hesensko-Kasselská (25. února 1726 – 8. října 1808)
- August Ferdinand (23. května 1730 – 2. května 1813), ⚭ 1755 Anna Alžběta Luisa Braniborsko-Schwedtská (22. dubna 1738 – 10. února 1820)

## Vývod z předků
|                   |                                     |  |                             |                                    |  |  |  |  |  |  |  | Jan Zikmund Braniborský |
|                   |                                     |  |                             |                                    |  |  |  |  |  |  |  |                         |
|                   | Jiří Vilém Braniborský              |  |                             |                                    |  |  |  |  |  |  |  |                         |
|                   |                                     |  |                             |                                    |  |  |  |  |  |  |  |                         |
|                   |                                     |  |                             | Anna Pruská                        |  |  |  |  |  |  |  |                         |
|                   |                                     |  |                             |                                    |  |  |  |  |  |  |  |                         |
|                   | Fridrich Vilém I. Braniborský       |  |                             |                                    |  |  |  |  |  |  |  |                         |
|                   |                                     |  |                             |                                    |  |  |  |  |  |  |  |                         |
|                   |                                     |  |                             | Fridrich IV. Falcký                |  |  |  |  |  |  |  |                         |
|                   |                                     |  |                             |                                    |  |  |  |  |  |  |  |                         |
|                   | Alžběta Šarlota Falcká              |  |                             |                                    |  |  |  |  |  |  |  |                         |
|                   |                                     |  |                             |                                    |  |  |  |  |  |  |  |                         |
|                   |                                     |  |                             | Luisa Juliana Oranžská             |  |  |  |  |  |  |  |                         |
|                   |                                     |  |                             |                                    |  |  |  |  |  |  |  |                         |
|                   | Fridrich I. Pruský                  |  |                             |                                    |  |  |  |  |  |  |  |                         |
|                   |                                     |  |                             |                                    |  |  |  |  |  |  |  |                         |
|                   |                                     |  |                             | Vilém I. Oranžský                  |  |  |  |  |  |  |  |                         |
|                   |                                     |  |                             |                                    |  |  |  |  |  |  |  |                         |
|                   | Frederik Hendrik Oranžský           |  |                             |                                    |  |  |  |  |  |  |  |                         |
|                   |                                     |  |                             |                                    |  |  |  |  |  |  |  |                         |
|                   |                                     |  |                             | Luisa de Coligny                   |  |  |  |  |  |  |  |                         |
|                   |                                     |  |                             |                                    |  |  |  |  |  |  |  |                         |
|                   | Luisa Henrietta Oranžská            |  |                             |                                    |  |  |  |  |  |  |  |                         |
|                   |                                     |  |                             |                                    |  |  |  |  |  |  |  |                         |
|                   |                                     |  |                             | Jan Albrecht I. ze Solms-Braunfels |  |  |  |  |  |  |  |                         |
|                   |                                     |  |                             |                                    |  |  |  |  |  |  |  |                         |
|                   | Amálie zu Solms-Braunfels           |  |                             |                                    |  |  |  |  |  |  |  |                         |
|                   |                                     |  |                             |                                    |  |  |  |  |  |  |  |                         |
|                   |                                     |  |                             | Anežka ze Sayn-Wittgenstein        |  |  |  |  |  |  |  |                         |
|                   |                                     |  |                             |                                    |  |  |  |  |  |  |  |                         |
| Fridrich Vilém I. |                                     |  |                             |                                    |  |  |  |  |  |  |  |                         |
|                   |                                     |  |                             |                                    |  |  |  |  |  |  |  |                         |
|                   |                                     |  | Vilém Brunšvicko-Lüneburský |                                    |  |  |  |  |  |  |  |                         |
|                   |                                     |  |                             |                                    |  |  |  |  |  |  |  |                         |
|                   | Jiří Brunšvicko-Lüneburský          |  |                             |                                    |  |  |  |  |  |  |  |                         |
|                   |                                     |  |                             |                                    |  |  |  |  |  |  |  |                         |
|                   |                                     |  |                             | Dorotea Dánská                     |  |  |  |  |  |  |  |                         |
|                   |                                     |  |                             |                                    |  |  |  |  |  |  |  |                         |
|                   | Arnošt August Brunšvicko-Lüneburský |  |                             |                                    |  |  |  |  |  |  |  |                         |
|                   |                                     |  |                             |                                    |  |  |  |  |  |  |  |                         |
|                   |                                     |  |                             | Ludvík V. Hesensko-Darmstadtský    |  |  |  |  |  |  |  |                         |
|                   |                                     |  |                             |                                    |  |  |  |  |  |  |  |                         |
|                   | Anna Eleonora Hesensko-Darmstadtská |  |                             |                                    |  |  |  |  |  |  |  |                         |
|                   |                                     |  |                             |                                    |  |  |  |  |  |  |  |                         |
|                   |                                     |  |                             | Magdalena Braniborská              |  |  |  |  |  |  |  |                         |
|                   |                                     |  |                             |                                    |  |  |  |  |  |  |  |                         |
|                   | Žofie Šarlota Hannoverská           |  |                             |                                    |  |  |  |  |  |  |  |                         |
|                   |                                     |  |                             |                                    |  |  |  |  |  |  |  |                         |
|                   |                                     |  |                             | Fridrich IV. Falcký                |  |  |  |  |  |  |  |                         |
|                   |                                     |  |                             |                                    |  |  |  |  |  |  |  |                         |
|                   | Fridrich Falcký                     |  |                             |                                    |  |  |  |  |  |  |  |                         |
|                   |                                     |  |                             |                                    |  |  |  |  |  |  |  |                         |
|                   |                                     |  |                             | Luisa Juliana Oranžská             |  |  |  |  |  |  |  |                         |
|                   |                                     |  |                             |                                    |  |  |  |  |  |  |  |                         |
|                   | Žofie Hannoverská                   |  |                             |                                    |  |  |  |  |  |  |  |                         |
|                   |                                     |  |                             |                                    |  |  |  |  |  |  |  |                         |
|                   |                                     |  |                             | Jakub I. Stuart                    |  |  |  |  |  |  |  |                         |
|                   |                                     |  |                             |                                    |  |  |  |  |  |  |  |                         |
|                   | Alžběta Stuartovna                  |  |                             |                                    |  |  |  |  |  |  |  |                         |
|                   |                                     |  |                             |                                    |  |  |  |  |  |  |  |                         |
|                   |                                     |  |                             | Anna Dánská                        |  |  |  |  |  |  |  |                         |
|                   |                                     |  |                             |                                    |  |  |  |  |  |  |  |                         |